# Вассерман, Якоб
Я́коб Вассерма́н (нем. Jakob Wassermann; 10 марта 1873[…], Фюрт, Королевство Бавария — 1 января 1934[…], Альтаусзе, Лицен) — немецкий писатель

 и новеллист. 

## Биография
Родился 10 марта 1873 года в Фюрте.
Дебютировал на литературном поприще в 1897 году романом «Цирндорфские евреи» («Die Juden von Zirndorf»), имевшим значительный успех (русский перевод 3. Венгеровой, СПб, 1909) и с тех пор редкий год не появлялось какой-либо новой книги автора. За ним последовали «История юной Ренаты Фукс» (1900), «Молох» (1903), «Каспар Гаузер» (1908), «Человечек с гусями» (1915), «Христиан Ваншаффе» (1919) и многих других. Романы «Дело Маурициуса» (1928), «Этцель Андергаст» (1931), «Третье воплощение Керкховена» (1934) образуют трилогию из жизни немецкой молодёжи. Написал сатирическую пьесу «Комедия лжи» (1898), книгу «Дух пилигрима» (1923, в русском переводе — отрывки под названием «Золото Кахамарки», 1956), автобиографию «Мой путь как немца и еврея» (1921).
Якоб Вассерман умер 1 января 1934 года в Альтаусзее.